# 壊死性腸炎
壊死性腸炎（えしせいちょうえん、英語：Necrotizing enterocolitis, NEC）は、腸の一部が死ぬ病状である。通常、未熟児または体調不良の新生児に発症する。症状には、摂食不良、腹部膨満、活動低下、血便、胆汁の嘔吐などがあげられる。
正確な原因は不明である。危険因子には、先天性心疾患、出生時仮死、交換輸血、前期破水などがあげられる。根本的なメカニズムには、不十分な血流と腸の感染の組み合わせが伴うと考えられている。診断は症状に基づき、医用画像にて確認される。

極早産児の2%～7%が壊死性腸炎を発症する。発症は通常、生後4週間以内にみられる。発症患者のうち、約25％が死亡する。性別に関わらず男女同等の頻度と影響を受ける。壊死性腸炎が最初に記録されたのは1888年から1891年の間である。

## 診断
主に臨床症状によって疑われるが、レントゲンなどの画像診断の補助も必要である。
レントゲンでは、腸管像が示され、壊死組織や穿孔像がみられる場合がある。
壊死性腸炎の画像所見は、Bellの病期と対応する。
- Bell's stage 1 (suspected disease):
  - 軽度の全身症状（無呼吸発作、嗜眠[7]、徐脈、体温の不安定性）
  - 軽度の腸の徴候（腹部膨満、胃残の増加、血便）
  - 非特異的なレントゲン所見
- Bell's stage 2 (definite disease):
  - 軽度から中等度の全身症状
  - 腸の徴候（腸蠕動音亢進、腹部圧痛）
  - 特異的なレントゲン所見（腸管気腫または門脈ガス）
  - 検査所見の変化（代謝性アシドーシス、血小板減少）
- Bell's stage 3 (advanced disease):
  - 重度の全身症状（低血圧）
  - 腸の徴候（著しい腹部膨満、腹膜炎）
  - 重度のレントゲン所見（気腹症）
  - 検査所見の変化（混合性アシドーシス、播種性血管内凝固症候群）

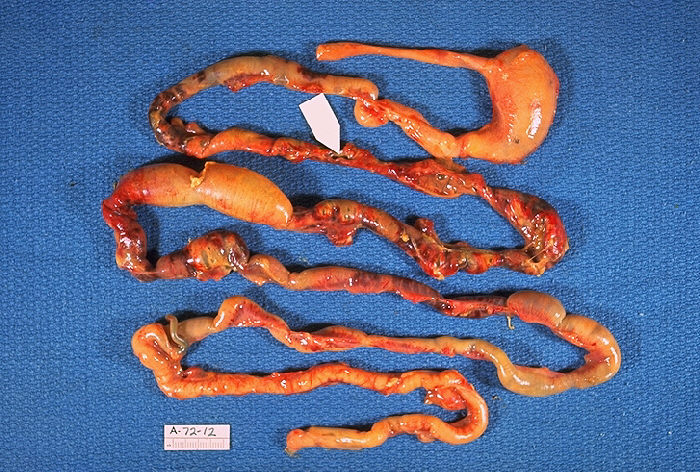
腸管壊死、腸管気腫症、および穿孔部位を示す乳児の消化管（矢印）。剖検。
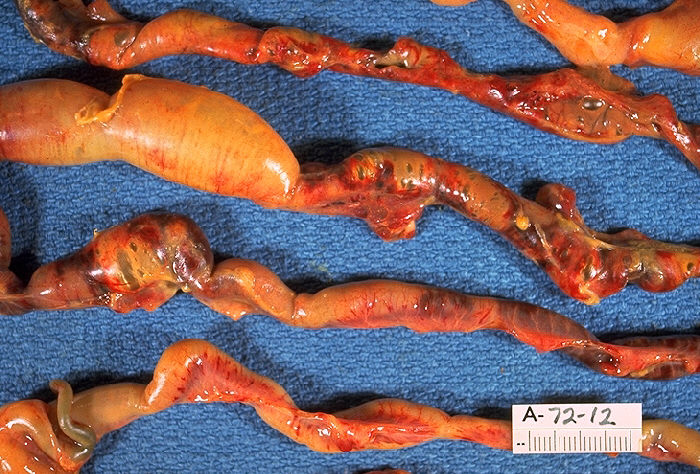
壊死と腸管嚢胞気腫を示す乳児の腸のクローズアップ。剖検。
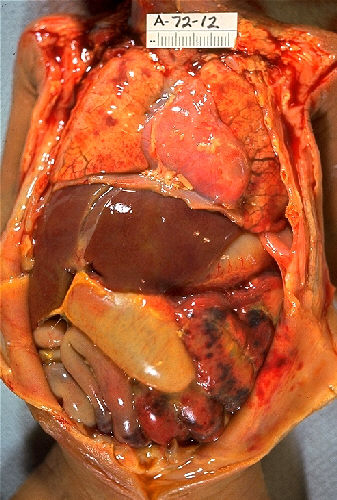
新生児壊死性腸炎の肉眼的病理。腹部膨満、腸の壊死と出血、および穿孔による腹膜炎を示す乳児の剖検。

## 予防
母乳とプロバイオティクスの使用があげられる。

## 治療
腸の休息、経鼻胃管、静脈内輸液、抗生物質の静脈点滴などがあげられる。
気腹がみられる患者には手術が必要である。
他にも多くの対症療法が必要になる場合がある。

## 予後
合併症として、短腸症候群、腸狭窄、発達の遅れなどがあげられる。